# Programa de Participación Infantil y Adolescente del INAU
PROPIA es el Programa de Participación Infantil y Adolescente del Instituto del Niño y Adolescente del Uruguay. Es un programa que promueve la participación infantil y adolescente a partir de diversas actividades (talleres, jornadas, encuentros, noticias) destinadas a niños, niñas y adolescentes de todos los departamentos del Uruguay. También realiza capacitaciones y actualización para adultos promotores de participación y coordina actividades inter-institucionales relacionadas con su objetivo de promover el derecho a la participación infantil y adolescente.

## Historia
El PROPIA fue creado en 2006 en el seno de INAU. El INAU es el organismo rector de las políticas públicas de infancia y adolescencia del Uruguay (art. 68 - Código de la Niñez y Adolescencia)
Desde el 2008 se integran niños, niñas y adolescentes de otras instituciones.
El derecho de todos los niños, niñas y adolescentes a ser escuchados y tenidos en cuenta respecto a los asuntos de su interés, en todos los ámbitos, se encuentra consagrado en la Convención sobre los Derechos del Niño (CDN, aprobada el 20 de noviembre de 1989) ratificada por Uruguay en 1990, y por el Código de la Niñez y Adolescencia del Uruguay (CNA). Asimismo se han aprobado normativas específicas (Ley de Educación) que en seguimiento de las recomendaciones internacionales y bajo la doctrina de la Protección Integral de los niños como sujeto de derecho, avalan la promoción y protección de este derecho.